# Kutiyāna
Kutiyāna är en ort i Indien.   Den ligger i distriktet Porbandar och delstaten Gujarat, i den västra delen av landet, 1 100 km sydväst om huvudstaden New Delhi. Kutiyāna ligger 21 meter över havet och antalet invånare är 16 877.
Terrängen runt Kutiyāna är platt. Runt Kutiyāna är det ganska tätbefolkat, med 207 invånare per kvadratkilometer. Kutiyāna är det största samhället i trakten. Trakten runt Kutiyāna består till största delen av jordbruksmark.